# Juan María Álvarez Emparanza
Juan María Álvarez Emparanza (San Sebastián, 2 de junio de 1933 - San Sebastián, 27 de mayo de 1996) fue un político, crítico de arte y pintor español.

## Biografía
Juan María Álvarez inicia sus estudios en Madrid siendo discípulo de Julio Moisés, pintor y fundador de la Academia Libre de Arte, porque pasan otros alumnos como Salvador Dalí. Más adelante, Juan María se matricula en la Escuela de Bellas Artes de San Fernando, ampliando sus estudios pictóricos en París. En 1953 participa en la XVI Exposición de Artistas Noveles Guipuzcoanos. Como crítico de arte, colabora en medios como La Voz de España, además de impartir  conferencias para divulgar la pintura vasca y rigurosa revisión de la historia del arte vasco junto a otros estudiosos como Mario Ángel Marrodán, Juan Plazaola o Edorta Cortadi.
Fue miembro de la Real Sociedad Vascongada de Amigos del País, de la Asociación Española de Críticos de Arte, del Ateneo Guipuzcoano y de la Sociedad de Estudios Vascos. Publicó libros de arte y pintura vasca.

### Actividad política

#### Candidato al Congreso de los Diputados por Guipúzcoa Unida
Guipúzcoa Unida es una agrupación electoral que se presenta únicamente a estas elecciones generales del 15 de junio por la circunscripción de Guipúzcoa. La junta directiva está formada por José Orbegozo Eguiguren que es el presidente, Roque de Arambarri como vicesecretario primero y Juan María Álvarez Emparanza que desempeña las funciones de vicepresidente. En estas elecciones, Juan María Álvarez se presenta como candidato al Congreso de los Diputados junto con Roque Arámbarri Epelde, que encabeza la lista, y Eduardo Manzano García. Los candidatos para el Senado son Ramón Albistur Esparza, Luis Larrañaga Bilbao y José Orbegozo Eguiguren.

#### Concejal de Guipúzcoa Unida en San Sebastián 1978- 1979
Tras la celebración de las elecciones legislativas del 15 de junio de 1977, los ayuntamientos se mantienen en su estructura anterior, ya que no se convocan elecciones locales hasta 1979. Así pues, en este periodo entre junio de 1977 a mayo de 1979, los ayuntamientos son sustituidos por comisiones gestoras con el fin de facilitar la gestión de los mismos hasta las primeras elecciones municipales. Esta Gestora municipal, tras varias negociaciones entre los diferentes partidos políticos, se consensúa que el candidato socialista, Ramón Jáuregui, sea nombrado presidente de la misma. De esta manera, el 23 de septiembre de 1978, se hace pública la composición de la Gestora, la cual está formada por seis representantes del PSOE, seis del PNV, tres de Guipúzcoa Unida, uno de Democracia Cristiana Vasca, uno de Demócratas Independientes Vascos, uno de EIA, uno del EMK, uno de EE, uno de ESB y uno del Partido Comunista. Los concejales por Guipúzcoa Unida son Ana Zulueta, José Luis Carasa y Juan María Álvarez Emparanza.

#### Elecciones al Parlamento Vasco Coalición Popular (AP-PDP-UL) 1984
En las elecciones al Parlamento Vasco del 26 de febrero de 1984, Juan María Álvarez Emparanza forma parte de la candidatura de Coalición Popular por Guipúzcoa yendo en séptimo lugar en una lista en la cual coincidirá con Jaime Mayor Oreja y Roque de Arambarri y Epelde. Su hermano José Luis Álvarez Emparanza también se presenta a estas elecciones por la candidatura de Herri Batasuna, ocupando el octavo lugar.

#### Candidato a la Diputación de Guipúzcoa por Centristas Vascos (PDP-PL) 1987
En las elecciones generales del 22 de junio de 1986, el PDP se presenta junto a AP y el PL en la Coalición Popular. Poco después de las elecciones, se rompen los acuerdos renunciando el presidente del PDP, Oscar Alzaga, a su escaño en Madrid pasando a sus veintiún diputados y once senadores al grupo mixto. En las elecciones municipales y forales del País Vasco del 10 de junio de 1987, el PDP se presenta con el Partido Liberal con la denominación de Centristas Vascos, cuyo candidato a diputado general es Juan María Álvarez Emparanza.

### Escritor
Álvarez Emparanza tiene una dilatada actividad como escritor, siendo uno de los más importantes críticos de arte del País Vasco, así como un prolífico autor de libros dirigidos a recoger la historia de la pintura vasca y sus autores. Entre sus obras más destacadas se encuentran libros como Origen y evolución de la pintura vasca (1973), Ignacio Zuloaga(1976), Pintura vasca contemporánea 1935-1978 (1978) y La Pintura Vasca: Precursores y Generación Intermedia, 1900-1936 (1982). En el momento de su fallecimiento, trabajaba sobre un libro de historia de su ciudad y otro sobre 100 personajes donostiarras.

## Obras
- Elburgo Sáez de Gordoa, Félix; Álvarez Emparanza, Juan María (1991). Herrajes para muebles. Ediciones Euhasa. ISBN 84-7607-046-2.
- Álvarez Emparanza, Juan María (1973). Origen y evolución de la pintura vasca. Confederación Española de Cajas de Ahorros. ISBN 978-84-7231-094-0.
- Álvarez Emparanza, Juan María (1978). Pintura vasca contemporánea. Confederación Española de Cajas de Ahorros. ISBN 978-84-7231-429-0.
- Álvarez Emparanza, Juan María (1992). El vino de Navarra. Ediciones Euhasa. ISBN 978-84-7607-049-9.